# GLOW
GLOW és una sèrie de televisió de Netflix del gènere comèdia dramàtica, creada per Liz Flahive i Carly Mensch, amb Jenji Kohan, creadora de la sèrie Orange Is the New Black, com a productora. La sèrie està @centrar una versió ficcionalizada de Gorgeous Ladies of Wrestling (GLOW), un programa originalment creat per David McLane en els anys 80.
La primera temporada consta de 10 episodis i va ser llançada en Netflix el 23 de juny de 2017.
El 10 d'agost de 2017, Netflix va anunciar la renovació de la sèrie per a una segona temporada de deu episodis que es van estrenar el 29 de juny de 2018.

## Premissa
Situada a Los Angeles en 1985, la sèrie segueix a Ruth Wilder, una actriu amb poc èxit. Cansada de ser rebutjada en totes les audicions que realitza, rep una proposta per a una audició al costat d'un grup de noies, sense saber de què es tracta. Després el director els comenta que és sobre un programa de lluita lliure femení anomenat "GLOW". Ruth a l'inici és rebutjada per l'encarregat Sam Sylvia, però després de tenir una baralla real amb la seva ex-amiga, la també actriu Debbie Eagan, per ficar-se al llit amb el marit de l'última, ambdues són acceptades al programa.

## Repartiment

### Principal
- Alison Brie com Ruth Wilder / Zoya Destroya
- Betty Gilpin com Debbie Eagan / Liberty Belle
- Britney Young com Carmen Wade / Machu Picchu
- Sydelle Noel com Chery Bang / JunkChain
- Marc Maron com Sam Sylvia, director del programa

### Secundaris
- Jackie Tohn com Melanie Rose / Melrose
- Kate Nash com Rhonda Richardson / Britannica
- Britt Baron com Justine Biagi / Scab
- Chris Lowell com Sebastian Howard, productor del programa
- Bashir Salahuddin com Keith Bang, espòs de Chery
- Rick Sommer com Mark Eagan, espòs de Debbie
- Kimmy Gatewood com Stacey Beswick / Ethel Rosenblatt
- Rebekka Johnson com Dawn Rivecca / Edna Rosenblatt
- Sunnita Mani com Arthie Premkumar / Beirut, la terrorista
- Kia Stevens com Tamme Dawson / La reina dels subsidis
- Gayle Rankin com Sheila / La lloba
- Doble ela Wong com Jenny Chey / Galeta de la fortuna
- Marianna Palka com Reggie Walsh / Vicky la víking
- Alex Rich com Florian
- Amy Farrington com Mallory

Diversos lluitadors professionals van tenir cameos en la sèrie, com John Morrison, Brodus Clay, Carlos Colón, Jr., àlies "Carlito", Joey Ryan, Laura James, Alex Riley, Brooke Hogan, Christopher Daniels i Frankie Kazarian. En imatges de vídeo apareixen Hulk Hogan, Ric Flair i Gorgeous George.

## Recepció
La sèrie va ser rebuda amb una molt bona crítica en el lloc web Rotten Tomatoes (Tomatazos a Hispanoamèrica), la qual li va atorgar una qualificació de 95 % d'aprovat, dient: "Amb el bon detall del període de 1980, l'escriptura fulminant i un repartiment assassí, GLOW brilla intensament". En Metacritic va rebre un puntaje de 81 sobre 100 punts, basada en la crítica de 35 experts.
GLOW va tenir una recepció mixta per part de les lluitadores originals de GLOW. Jeanne Basone, qui va lluitar en l'empresa originalment com "Hollywood", va comentar: "Una mica de l'entrenament, el gimnàs i els abillaments ho fan bé". Patricia Summerland, qui va lluitar com "Sunny the Califòrnia Girl" en l'empresa, va veure a Sam Sylvia, el personatge de Marc Maron, com un enorme contrast amb el director original de GLOW, Matt Cimber. Eileen O'Hara, qui va lluitar com "Melody Trouble Vixen (MTV)", va sentir que no representava fidelment a l'empresa. Lisa Moretti, qui va competir com a "Tina Ferrari", a més de ser la que més èxit va aconseguir de les lluitadores de GLOW com Ivory en la WWF/WWE com tres vegades Campiona Femenil de la WWF en l'Era Attitude, es va sentir alleujada que la sèrie no fos un documental, ja que "era més entretingut que fos una mescla de realitat i ficció".